# Ponte de Silves
A Ponte de Silves é uma ponte sobre o rio Arade localizada na cidade de Silves, na região do Algarve, em Portugal. Apesar de que sua origem é controversa, a ponte como existe atualmente foi construída no século XV.

## História
É possível que Silves tivesse um ponte na época romana, dado o facto de que o povoado se encontrava no cruzamento de vias romanas e também pela descoberta de opus signinum próximo à actual ponte. Nos séculos posteriores a história é mais obscura. Como Silves (chamada então Xelb) foi capital de um reino islâmico nos séculos XI-XII, alguns historiadores cogitaram que uma ponte poderia ter sido construída na cidade muçulmana. Porém, descrições medievais de Silves realizadas por árabes e cristãos nunca mencionam uma ponte no local, o que torna improvável a existência de tal estrutura à época. Por exemplo, o cruzado que relata a conquista da cidade por D. Sancho I, em 1189, não menciona nenhuma ponte.

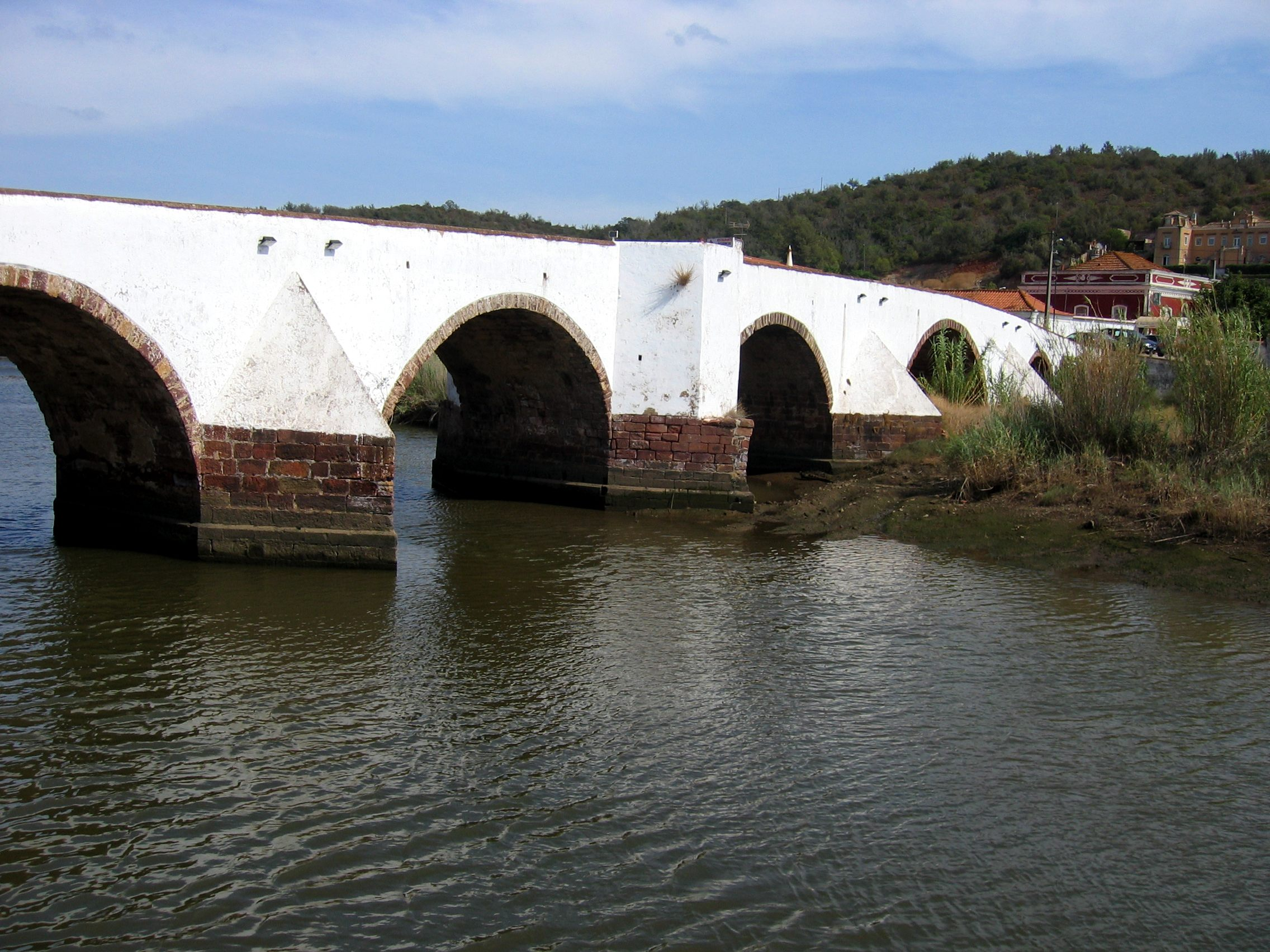
Ponte Velha do Arade, em Silves.

A ponte atual foi levantada no século XV. A primeira referência documental se encontra nas Cortes de Lisboa de 1439, em que os enviados de Silves se referem aos trabalhos de reconstrução de uma ponte. Outros documentos indicam que a ponte estava ainda em construção em 1459 mas que em 1473 já estava terminada.
No início do século XVII a ponte perdeu dois arcos e teve de ser restaurada. Em 1716 foi novamente restaurada pelo pedreiro Inácio Mendes, mas reaproveitando as estruturas anteriores. A estrutura estilística da ponte, porém, não foi alterada nessas reformas.
No século XX um arco da ponte, localizado na margem direita, foi eliminado para a construção da avenida marginal. Em 1950 foi levantada uma ponte de betão nas proximidades, e a velha ponte passou a ser pedonal.

## Características
A ponte tem o tabuleiro suportado por cinco arcos redondos, cujos pilares estão protegidos por quatro talhamares. O talhe dos blocos e silhares da ponte é tipicamente medieval, facto comprovado pela presença de várias siglas de canteiro e restos de cerâmica do século XV. Pelas siglas e padrão de desgaste, o quatro e quinto arco da margem esquerda poderiam datar da primeira fase de construção da ponte. O terceiro arco da margem esquerda apresenta siglas de canteiro semelhantes às das janelas da Sé de Silves e deve datar do terceiro quartel do século XV.